# فرانسیسکو دی لونگا
فرانسیسکو دی لونگا (انگلیسی: Francisco de Longa؛ ۱۰ آوریل ۱۷۸۳ – ۲۱ دسامبر ۱۸۳۱) یک فرمانده نظامی اسپانیایی بود. وی اولین بار در طول جنگ شبه‌جزیره به عنوان یک رهبر چریکی وارد عمل شد و سرانجام به ارتش منظم پیوست، به درجه سپهبدی ارتقا یافت و به عنوان کاپیتان ژنرال کاستیل قدیم (۱۸۲۵) و کاپیتان ژنرال والنسیا و مورسیا (۱۸۲۷) منصوب شد.